# Angela Schanelec
Angela Schanelec (14 de febrero de 1962, Aalen) es una actriz, directora de cine y guionista alemana. Su película Places in Cities se proyectó en la sección Un Certain Regard del Festival de Cine de Cannes de 1998. En el 69.º Festival Internacional de Cine de Berlín, Schanelec ganó el Oso de Plata al Mejor Director por su película I Was at Home, But.

## Biografía
Schanelec nació en Aalen, Baden-Württemberg, en Alemania. Su carrera artística comenzó como actriz en el escenario; sin embargo, hoy en día ha centrado su carrera en la dirección de cine, que comenzó durante su tiempo en la Academia de Cine y Televisión de Berlín. Allí estudió con Harun Farocki y Hartmut Bitomsky, y conoció a Christian Petzold y Thomas Arslan, con quienes formó la llamada primera ola de la Escuela de Berlín. Durante este tiempo, produjo su película de tesis, I Stayed in Berlin All Summer (Me quedé en Berlín todo el verano), un largometraje de 47 minutos. Schanelec, Petzold y Arslan encontraron apoyo en la incipiente escena artística del Berlín posterior a la reunificación y en la productora Schramm Film, dirigida por Michael Weber y Florian Koerner von Gustorf. Desde que se graduó en The German Film and Television Academy Berlin (DFFB) ha escrito y dirigido siete largometrajes y ha contribuido en las películas de antología Bridges of Sarajevo y Germany 09: 13 Short Films About the State of the Nation.

## Recepción de la crítica
Las películas de Schanelec se han estrenado en numerosos festivales de cine de renombre, incluido el Festival de Cine de Cannes, el Festival Internacional de Cine de Berlín y el Festival Internacional de Cine de Toronto. En general, los críticos han acogido su estilo cinematográfico, que emplea casi exclusivamente tomas largas y estáticas con poca acción y contenido emocional ambiguo, tenuemente conectadas por una narrativa. Marco Abel, estudioso de la Escuela de Berlín, argumenta que sus películas funcionan a través de "imágenes afectivas" que llegan al espectador principalmente a través de su contenido visual, en su mayoría sin necesidad de un contexto narrativo. Con frecuencia se la compara con varios cineastas de vanguardia europeos, como Chantal Akerman, Michelangelo Antonioni, y Robert Bresson, a quienes ha citado como una influencia importante. Sin embargo, Derek Elley, escribiendo para Variety, calificó a Places in Cities como un "snoozer sin alegría" y comentó que las películas de Schanelec "no arrojan líneas de vida emocionales para el espectador".

## Filmografía seleccionada
- The Death of the White Stallion (1985)
- I Stayed in Berlin All Summer (1994)
- My Sister's Good Fortune (1995)
- Places in Cities (1998)
- Passing Summer (2001)
- Marseille (2004)
- Afternoon (2007)
- Germany 09: 13 Short Films About The State Of The Nation (2009)

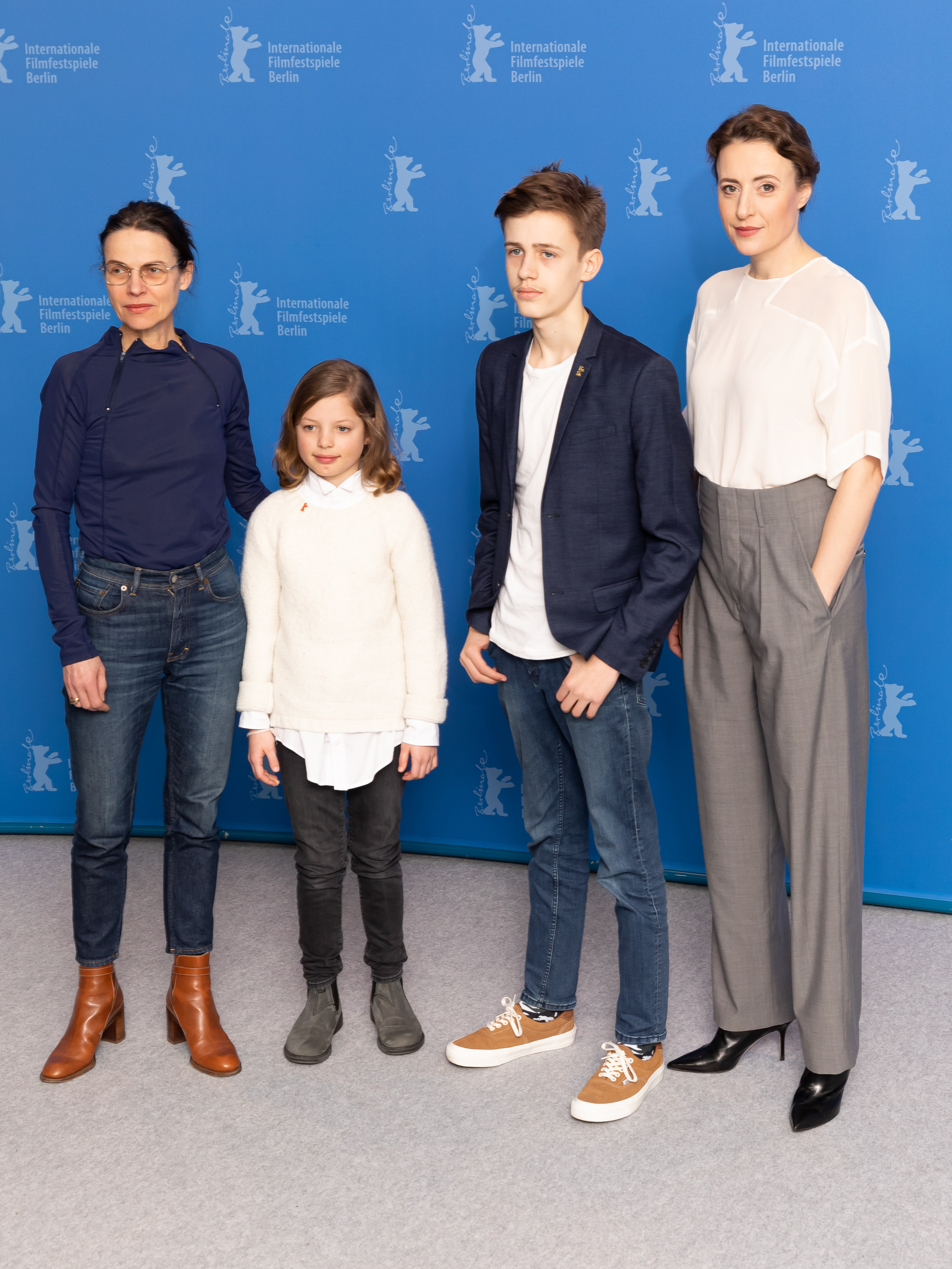
Angela Schanelec, Clara Möller, Jakob Lassalle y Maren Eggert (Berlinale 2019).

- Orly (2010)
- Bridges of Sarajevo (2014)
- The Dreamed Path (2016)
- I Was at Home, But (2019)

- Música (2023)